# دیان آربس
دیان آربس (به انگلیسی: Diane Arbus) (زاده ۱۴ مارس ۱۹۲۳ – ۲۶ ژوئیه ۱۹۷۱) عکاس آوانگارد اهل ایالات متحده آمریکا بود.

## زندگی‌نامه
دیان آربس در ۱۴ مارس سال ۱۹۲۳ به دنیا آمد؛ عکسهای او بیشتر بازتاب کاستی‌های آدم‌های اطراف او بود. وی بیشتر از آدم‌های منحرف و حاشیه‌ای که زندگی نسبتاً سختی داشتند عکس می‌گرفت. بیشتر عکس‌های دایان به صورت سیاه و سفید گرفته شده‌است. آدم‌های عکس‌های او بیشتر کوتوله‌ها، آدم‌های عظیم‌الجثه، فراجنسیتی‌ها یا افرادی که طبیعی به نظر نمی‌رسیدند، بود. بررسی دقیق عکس‌های آربس این حقیقت را آشکار می‌کند که برای وی دوربین وسیله‌ای بوده که می‌توانسته با آن پدیده‌هایی که مردم آن‌ها را غیرعادی می‌دانند به تصویر کشد.

در سال ۱۹۷۲ و یک سال بعد از مرگ او آثار و عکس‌هایش به نمایش درآمد. در سال ۲۰۰۶ نیز بر اساس زندگی‌نامه دایان آربس فیلمی به بازیگری نیکول کیدمن» ساخته شد.

## زندگی شخصی
دایان در خانواده‌ای یهودی ساکن نیویورک به دنیا آمد. پدر دایان بعد از بازنشستگی به نقاشی روی آورد، دایان یک خواهر کوچک‌تر از خود نیز داشت که به مجسمه‌سازی و طراحی داخلی علاقه داشت و برادر بزرگترش به اسم هوارد نیز، بعدها به عنوان پدر شعر ایالات متحده و هنر آمریکا شناخته شد. دایان با حضور در مدرسه فیلدستون که یک مدرسه فرهنگی اخلاقی بود دبستان را به پایان رساند و در هجده سالگی با دوست دوران کودکی خود یعنی آلن دوون ازدواج کرد و از او صاحب یک دختر شد. این دختر بعدها به نویسندگی روی آورد. در سال ۱۹۵۴ دختر دوم او به نام «امی» به دنیا آمد که او نیز بعدها عکاس شد و حرفه مادرش را پیش گرفت. او در سال ۱۹۶۹ از همسر خود آلن جداشد، به گفته برخی علت جدایی افسردگی دایان بوده‌است.

## حرفه عکاسی
دایان در سال ۱۹۴۱ برای بازدید گالری آلفرد استیگلیتز به پیش او رفت و در همان‌جا با خیلی از عکاسان معروف آن زمان آشنا شد از جمله آن عکاسان «متیو برادی، پل استرند، بیل برانت، و یوجین آتگت» بودند؛ آلن نیز در آن زمان برای مخابرات ارتش ایالات متحده در جنگ جهانی دوم عکاسی می‌کرد؛ در سال ۱۹۴۶ و پس از پایان جنگ آلن و دایان هر دو به سمت عکاسی تجاری رفتند و برای مجله‌های زیادی عکس می‌گرفتند، با این وجود هر دو آن‌ها به عکاسی پرزرق و برق و عکاسی مد چندان علاقه نداشتند؛ کار آن‌ها آنقدر خوب بود که از یک مجله مد ۲۰۰ صفحه‌ای ۸۰ صفحه آن فقط عکس‌های آن‌ها بود.

## مرگ
برخی از آشنایان در این باور بودند که سابقه بیماری آربس به افسردگی باعث مرگ و خودکشی او است و بعضی نیز در آن باور هستند که او نیز مثل مادرش از بیماری هپاتیت رنج می‌برده، اما دلیل هر چه بوده‌است، خودکشی و صحنه مرگ او در ۴۸ سالگی و در تاریخ ۲۶ ژوئیه ۱۹۷۱ غیرقابل انکار است، دایان آربس وی در وان حمام و به وسیله تیغ اصلاح به زندگی خود پایان داد.

## External links
- گفتاوردهای مربوط به دیان آربس در ویکی‌گفتاورد
- "The Odyssey of Diane Arbus" panel discussion, John Jacob with Jeffrey Fraenkel, John Gossage, Karan Rinaldo, Jeff Rosenheim, Neil Selkirk, and جسپر جانز, Smithsonian American Art Museum, April 6, 2018.
- Diane Arbus on The Red List
- Austin, Hillary Mac. "Diane Arbus", Jewish Women: A Comprehensive Historical Encyclopedia, March 1, 2009.
- Bissell, Gerhard. Diane Arbus.
- Davies, Christie. "Art as Freak Show: Diane Arbus, Revelations at the V&A". London: Social Affairs Unit, December 16, 2005.
- Lubow, Arthur. "How Diane Arbus Became 'Arbus'" ". نیویورک تایمز May 26, 2016.
- Oppenheimer, Daniel. "Diane Arbus". Jewish Virtual Library, 2004.
- روبرتا اسمیت. "Review/Art; Diane Arbus and Alice Neel, with Attention to the Child". نیویورک تایمز, May 19, 1989.
- Diane Arbus at David Zwirner